# Basilika auf der Illa del Rei
Koordinaten: 39° 53′ 11,3″ N, 4° 17′ 17,7″ O

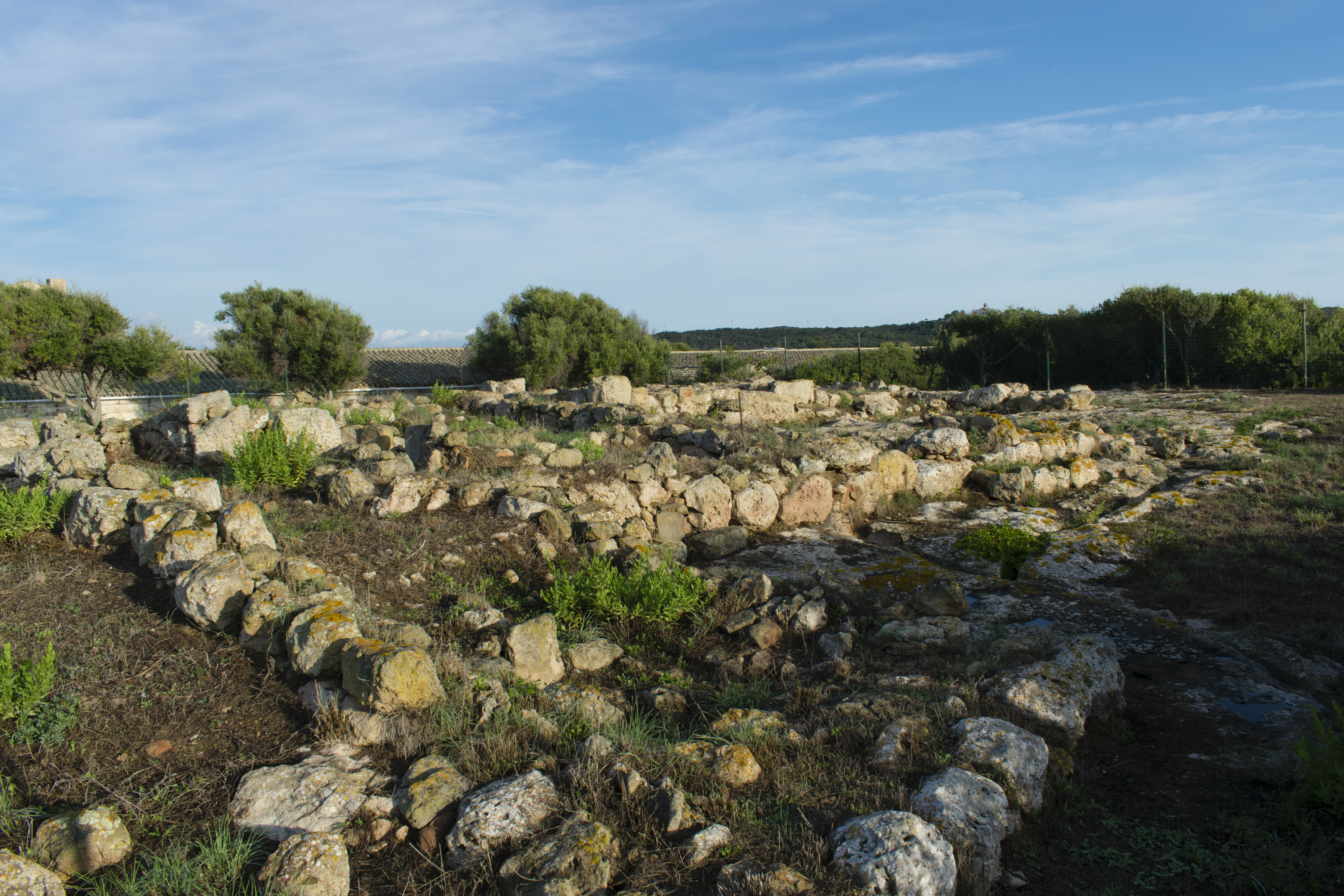
Basilika auf der Illa del Rei

Bei der Basilika auf der Illa del Rei handelt es sich um eine frühchristliche Basilika aus dem 6. Jahrhundert im östlichen Bereich der Insel Illa del Rei vor Maó auf der Baleareninsel Menorca. 
Ausgrabungen fanden 1888 statt, dann 1964/65 und erneut seit 2008. 1979 wurde die Basilika unter Denkmalschutz (Bien de Interés Cultural) gestellt.
Die Struktur der Basilika auf der Illa del Rei ist aufgrund zahlreicher Anbauten zu Bestattungs- oder Wohnzwecken nur noch schwer zu erkennen. Zum Zeitpunkt der ersten Ausgrabung war das Kirchenschiff aufgrund des Mosaikbodens, der 1950 in das Museum von Maó gebracht wurde, gut auszumachen.
Es handelt sich bei der Basilika um einen dreischiffigen Pfeilerbau mit einer rechteckigen Apsis. Das Schiff der Basilika weist etwa die gleiche Größe auf wie das der Basilika im nahen Es Fornàs de Torelló. Auch hier ist ein halbkugelförmiges Taufbecken zu finden, das in einem an die Nordseite angrenzenden Anbau untergebracht ist. 
Apsis und Hauptschiff der Basilika waren mit Mosaiken dekoriert. Das Mosaik teilt die liturgischen Bereiche voneinander ab. Die Dekoration wiederholt die Motive des Mosaiks der Basilika von Fornàs de Torelló, wie die beiden der Palme zugewandten Löwen und die Kraterr, doch in einer unterschiedlichen Konfiguration. Auf dem Mosaik der Basilika von Illa del Rei befinden sich die Löwen im Bereich des Rundhauptes und der vier Kraterr. Sie haben ihre Sockel in den Ecken des von ihnen gebildeten Vierecks. Anders sind auch die geometrischen Motive der Wandstreifen und der Zelle, denen Meerestiere hinzugefügt wurden.